# 1. česká hokejová liga 2012/2013
1. česká hokejová liga 2012/13 byla 20. ročníkem české druhé nejvyšší soutěže. Z extraligy do tohoto ročníku sestoupil klub BK Mladá Boleslav, z 2. ligy do tohoto ročníku nepostoupil nikdo.

## Systém soutěže
Soutěž měla 14 klubů. V základní části se celky střetly každý s každým 4× (2× doma a 2× venku). To jest celkem 52 kol. Poté následovalo play-off, do kterého se probojoval 1. - 8. tým tabulky. Vyřazovací boje (čtvrtfinále a semifinále) se odehrály na 4 vítězné zápasy. Vítězové semifinále postoupili do baráže o extraligu. Kluby z 9. - 14. pozice utvořily šestičlennou skupinu play-out, ve které se utkal dvoukolově každý s každým (celkem 10 kol), přičemž se počítaly i všechny výsledky ze základní části. Poslední dva celky hájily svoji prvoligovou příslušnost v baráži proti vítězům play off jednotlivých skupin 2. ligy. Baráž o 1. ligu se hrála jako pětičlenná skupina systémem dvoukolově každý s každým (doma a venku).

## Kluby podle krajů
- Ústecký kraj: HC Slovan Ústečtí Lvi, HC Stadion Litoměřice, HC Most, SK Kadaň
- Vysočina: HC Dukla Jihlava, HC Rebel Havlíčkův Brod, SK Horácká Slavia Třebíč
- Středočeský kraj: HC Benátky nad Jizerou, HC Medvědi Beroun 1933, BK Mladá Boleslav
- Královéhradecký kraj: Královští lvi Hradec Králové
- Olomoucký kraj: Salith Šumperk, HC Olomouc
- Jihočeský kraj: IHC KOMTERM Písek

## Stadiony
| Klub                         | Stadion                           | Kapacita |
| ---------------------------- | --------------------------------- | -------- |
| Královští lvi Hradec Králové | Zimní stadion Hradec Králové      | 7 700    |
| HC Slovan Ústečtí Lvi        | Zlatopramen Arena                 | 6 500    |
| BK Mladá Boleslav            | ŠKO-ENERGO Aréna                  | 4 100    |
| HC Dukla Jihlava             | Horácký zimní stadion Jihlava     | 7 500    |
| HC Olomouc                   | Zimní stadion Olomouc             | 5 300    |
| HC Rebel Havlíčkův Brod      | Kotlina                           | 4 000    |
| SK Horácká Slavia Třebíč     | Zimní stadion města Třebíče       | 5 000    |
| SK Kadaň                     | Stadion města Kadaň               | 3 000    |
| HC Benátky nad Jizerou       | Zimní stadion Benátky nad Jizerou | 1 500    |
| HC Stadion Litoměřice        | Kalich aréna                      | 1 750    |
| HC Medvědi Beroun 1933       | Zimní stadion Beroun              | 2 272    |
| HC Most                      | Zimní stadion Most                | 1 646    |
| Salith Šumperk               | Tyršův stadion                    | 3 500    |
| IHC KOMTERM Písek            | KOMTERM Arena                     | 4 500    |

## Konečná tabulka
| Vysvětlivka                    |
| ------------------------------ |
| Postup do čtvrtfinále play off |
| Účastník play out              |

| Poř. | Tým                          | Z  | V  | VP | PP | P  | VG  | OG  | B   |
| ---- | ---------------------------- | -- | -- | -- | -- | -- | --- | --- | --- |
| 1.   | BK Mladá Boleslav            | 52 | 33 | 7  | 4  | 8  | 191 | 104 | 117 |
| 2.   | HC Olomouc                   | 52 | 34 | 2  | 7  | 9  | 190 | 109 | 113 |
| 3.   | HC Slovan Ústečtí Lvi        | 52 | 31 | 8  | 2  | 11 | 192 | 125 | 111 |
| 4.   | SK Horácká Slavia Třebíč     | 52 | 25 | 6  | 8  | 13 | 151 | 119 | 95  |
| 5.   | SK Kadaň                     | 52 | 25 | 5  | 4  | 18 | 156 | 124 | 89  |
| 6.   | HC Dukla Jihlava             | 52 | 23 | 5  | 3  | 21 | 163 | 124 | 82  |
| 7.   | Královští lvi Hradec Králové | 52 | 21 | 3  | 8  | 20 | 161 | 163 | 77  |
| 8.   | HC Rebel Havlíčkův Brod      | 52 | 20 | 6  | 4  | 22 | 153 | 164 | 76  |
| 9.   | HC Benátky nad Jizerou       | 52 | 19 | 4  | 9  | 20 | 144 | 149 | 74  |
| 10.  | HC Stadion Litoměřice        | 52 | 19 | 3  | 7  | 23 | 139 | 151 | 70  |
| 11.  | Salith Šumperk               | 52 | 13 | 10 | 2  | 27 | 139 | 172 | 61  |
| 12.  | HC Medvědi Beroun 1933       | 52 | 10 | 4  | 6  | 32 | 118 | 208 | 44  |
| 13.  | HC Most                      | 52 | 9  | 7  | 3  | 33 | 130 | 212 | 44  |
| 14.  | IHC KOMTERM Písek            | 52 | 9  | 3  | 6  | 34 | 106 | 209 | 39  |

- V případě rovnosti bodů rozhodla bilance vzájemných zápasů.

## Hráčské statistiky základní části

### Kanadské bodování
Toto je konečné pořadí hráčů podle dosažených bodů. Za jeden vstřelený gól nebo přihrávku na gól hráč získal jeden bod.
| Poř. | Hráč              | Tým                      | Z  | G  | A  | B  | TM | +/- |
| ---- | ----------------- | ------------------------ | -- | -- | -- | -- | -- | --- |
| 1.   | Jaroslav Roubík   | HC Slovan Ústečtí Lvi    | 43 | 28 | 33 | 61 | 18 | 36  |
| 2.   | Tomáš Nouza       | BK Mladá Boleslav        | 52 | 31 | 28 | 59 | 36 | 26  |
| 3.   | David Výborný     | BK Mladá Boleslav        | 50 | 17 | 37 | 54 | 30 | 20  |
| 4.   | Matěj Pekr        | HC Olomouc               | 47 | 31 | 21 | 52 | 51 | 23  |
| 5.   | Jiří Řípa         | HC Olomouc               | 50 | 17 | 31 | 48 | 42 | 25  |
| 6.   | Robin Kovář       | HC Slovan Ústečtí Lvi    | 49 | 26 | 17 | 43 | 18 | 19  |
| 7.   | Ladislav Rytnauer | HC Rebel Havlíčkův Brod  | 48 | 17 | 23 | 40 | 86 | -10 |
| 8.   | Daniel Hodek      | HC Dukla Jihlava         | 49 | 20 | 19 | 39 | 26 | -3  |
| 9.   | David Dolníček    | SK Horácká Slavia Třebíč | 51 | 12 | 27 | 39 | 40 | -3  |
| 10.  | Lukáš Poživil     | HC Slovan Ústečtí Lvi    | 52 | 11 | 28 | 39 | 61 | 29  |

### Hodnocení brankářů
Toto je konečné pořadí nejlepších deset brankářů.
| Poř. | Hráč              | Tým                      | Z  | MIN  | OG  | PZ   | PS   | POG  | Úsp%  |
| ---- | ----------------- | ------------------------ | -- | ---- | --- | ---- | ---- | ---- | ----- |
| 1.   | Miroslav Hanuljak | SK Kadaň                 | 37 | 2213 | 74  | 1177 | 1251 | 2.01 | 94.08 |
| 2.   | Tomáš Halász      | HC Olomouc               | 19 | 1086 | 35  | 534  | 569  | 1.93 | 93.85 |
| 3.   | Roman Will        | BK Mladá Boleslav        | 44 | 2536 | 79  | 1143 | 1222 | 1.87 | 93.54 |
| 4.   | Marek Čiliak      | SK Horácká Slavia Třebíč | 50 | 2956 | 108 | 1540 | 1648 | 2.19 | 93.45 |
| 5.   | Libor Kašík       | HC Olomouc               | 36 | 2064 | 74  | 1041 | 1115 | 2.15 | 93.36 |
| 6.   | Daniel Dolejš     | HC Rebel Havlíčkův Brod  | 33 | 1844 | 77  | 962  | 1039 | 2.51 | 92.59 |
| 7.   | Filip Novotný     | HC Dukla Jihlava         | 30 | 1776 | 67  | 783  | 850  | 2.26 | 92.12 |
| 8.   | Petr Přikryl      | HC Stadion Litoměřice    | 33 | 1698 | 89  | 1009 | 1098 | 3.14 | 91.89 |
| 9.   | David Rittich     | HC Dukla Jihlava         | 24 | 1340 | 54  | 593  | 647  | 2.42 | 91.65 |
| 10.  | Vojtěch Sedláček  | HC Medvědi Beroun 1933   | 34 | 1889 | 104 | 1116 | 1220 | 3.30 | 91.48 |

## Play off

### Pavouk
|  | Čtvrtfinále                  | Čtvrtfinále              |                   |       | Semifinále | Semifinále |  |  | Finále | Finále |
|  |                              |                          |                   |       |            |            |  |  |        |        |
|  |                              |                          |                   |       |            |            |  |  |        |        |
|  | BK Mladá Boleslav            | 4                        |                   |       |            |            |  |  |        |        |
|  | BK Mladá Boleslav            | 4                        |                   |       |            |            |  |  |        |        |
|  | HC Rebel Havlíčkův Brod      | 0                        |                   |       |            |            |  |  |        |        |
|  | HC Rebel Havlíčkův Brod      | 0                        | BK Mladá Boleslav | 4     |            |            |  |  |        |        |
|  |                              |                          | BK Mladá Boleslav | 4     |            |            |  |  |        |        |
|  |                              | SK Horácká Slavia Třebíč | 2                 |       |            |            |  |  |        |        |
|  | SK Horácká Slavia Třebíč     | SK Horácká Slavia Třebíč | 2                 | 4     |            |            |  |  |        |        |
|  | SK Horácká Slavia Třebíč     |                          |                   | 4     |            |            |  |  |        |        |
|  | SK Kadaň                     | 0                        |                   |       |            |            |  |  |        |        |
|  | SK Kadaň                     | 0                        | BK Mladá Boleslav | Baráž |            |            |  |  |        |        |
|  |                              |                          | BK Mladá Boleslav | Baráž |            |            |  |  |        |        |
|  |                              | HC Olomouc               | Baráž             |       |            |            |  |  |        |        |
|  | HC Olomouc                   | HC Olomouc               | Baráž             | 4     |            |            |  |  |        |        |
|  | HC Olomouc                   |                          |                   | 4     |            |            |  |  |        |        |
|  | Královští lvi Hradec Králové | 2                        |                   |       |            |            |  |  |        |        |
|  | Královští lvi Hradec Králové | 2                        | HC Olomouc        | 4     |            |            |  |  |        |        |
|  |                              |                          | HC Olomouc        | 4     |            |            |  |  |        |        |
|  |                              | HC Slovan Ústečtí Lvi    | 0                 |       |            |            |  |  |        |        |
|  | HC Slovan Ústečtí Lvi        | HC Slovan Ústečtí Lvi    | 0                 | 4     |            |            |  |  |        |        |
|  | HC Slovan Ústečtí Lvi        |                          |                   | 4     |            |            |  |  |        |        |
|  | HC Dukla Jihlava             | 0                        |                   |       |            |            |  |  |        |        |
|  | HC Dukla Jihlava             | 0                        |                   |       |            |            |  |  |        |        |

### Čtvrtfinále
- BK Mladá Boleslav - HC Rebel Havlíčkův Brod 3:0 (0:0, 1:0, 2:0)
- BK Mladá Boleslav - HC Rebel Havlíčkův Brod 4:2 (2:2, 2:0, 0:0)
- HC Rebel Havlíčkův Brod - BK Mladá Boleslav 2:7 (1:3, 1:2, 0:2)
- HC Rebel Havlíčkův Brod - BK Mladá Boleslav 2:6 (0:3, 1:1, 1:2)
- Konečný stav série 4:0 na zápasy pro BK Mladá Boleslav

- HC Olomouc - Královští lvi Hradec Králové 3:4 (3:1, 0:2, 0:1)
- HC Olomouc - Královští lvi Hradec Králové 4:1 (2:0, 1:1, 1:0)
- Královští lvi Hradec Králové - HC Olomouc 1:6 (1:0, 0:3, 0:3)
- Královští lvi Hradec Králové - HC Olomouc 3:1 (1:0, 1:0, 1:1)
- HC Olomouc - Královští lvi Hradec Králové 2:1 (1:0, 0:1, 1:0)
- Královští lvi Hradec Králové - HC Olomouc 0:1 (0:0, 0:1, 0:0)
- Konečný stav série 4:2 na zápasy pro HC Olomouc

- HC Slovan Ústečtí Lvi - HC Dukla Jihlava 4:2 (2:1, 1:0, 1:1)
- HC Slovan Ústečtí Lvi - HC Dukla Jihlava 3:2 (2:0, 1:0, 0:2)
- HC Dukla Jihlava - HC Slovan Ústečtí Lvi 2:4 (1:1, 0:2, 1:1)
- HC Dukla Jihlava - HC Slovan Ústečtí Lvi 2:3 (0:2, 1:1, 1:0)
- Konečný stav série 4:0 na zápasy pro HC Slovan Ústečtí Lvi

- SK Horácká Slavia Třebíč - SK Kadaň 3:2 (0:0, 3:1, 0:1)
- SK Horácká Slavia Třebíč - SK Kadaň 3:1 (0:0, 0:1, 3:0)
- SK Kadaň - SK Horácká Slavia Třebíč 1:2 (1:1, 0:1, 0:0)
- SK Kadaň - SK Horácká Slavia Třebíč 1:4 (0:1, 1:2, 0:1)
- Konečný stav série 4:0 na zápasy pro SK Horácká Slavia Třebíč

### Semifinále
- BK Mladá Boleslav - SK Horácká Slavia Třebíč 4:1 (2:0, 2:1, 0:0)
- BK Mladá Boleslav - SK Horácká Slavia Třebíč 2:1 (SN) (1:1, 0:0, 0:0 - 0:0 - 1:0)
- SK Horácká Slavia Třebíč - BK Mladá Boleslav 2:1 (1:0, 0:0, 1:1)
- SK Horácká Slavia Třebíč - BK Mladá Boleslav 2:1 (SN) (0:0, 1:1, 0:0 - 0:0 - 2:1)
- BK Mladá Boleslav - SK Horácká Slavia Třebíč 5:2 (3:0, 0:1, 2:1)
- SK Horácká Slavia Třebíč - BK Mladá Boleslav 1:2 (SN) (0:1, 1:0, 0:0 - 0:0 - 0:1)
- Konečný stav série 4:2 na zápasy pro BK Mladá Boleslav, která tak postoupila do baráže o extraligu.

- HC Olomouc - HC Slovan Ústečtí Lvi 6:3 (1:2, 3:1, 2:0)
- HC Olomouc - HC Slovan Ústečtí Lvi 5:1 (2:0, 0:1, 3:0)
- HC Slovan Ústečtí Lvi - HC Olomouc 0:3 (0:1, 0:2, 0:0)
- HC Slovan Ústečtí Lvi - HC Olomouc 0:2 (0:0, 0:1, 0:1)
- Konečný stav série 4:0 na zápasy pro HC Olomouc, která tak postoupila do baráže o extraligu.

## Play out
| Vysvětlivka                                        |
| -------------------------------------------------- |
| Uhájení prvoligové příslušnosti i pro další ročník |
| Účastník baráže o 1. ligu                          |

| Poř. | Tým                    | Z  | V  | VP | PP | P  | VG  | OG  | B  |
| ---- | ---------------------- | -- | -- | -- | -- | -- | --- | --- | -- |
| 9.   | HC Benátky nad Jizerou | 62 | 23 | 5  | 9  | 25 | 175 | 178 | 88 |
| 10.  | HC Stadion Litoměřice  | 62 | 24 | 3  | 7  | 28 | 170 | 178 | 85 |
| 11.  | Salith Šumperk         | 62 | 18 | 11 | 3  | 30 | 180 | 207 | 79 |
| 12.  | HC Most                | 62 | 15 | 7  | 4  | 36 | 161 | 239 | 63 |
| 13.  | IHC KOMTERM Písek      | 62 | 14 | 3  | 7  | 38 | 137 | 243 | 55 |
| 14.  | HC Medvědi Beroun 1933 | 62 | 12 | 5  | 6  | 39 | 146 | 249 | 52 |

- Po rozhodnutí o účastnících baráže se již dohrávala pouze některá utkání, ostatní byla kontumována ve prospěch domácího mužstva
- Týmy HC Medvědi Beroun 1933 a IHC KOMTERM Písek musely svoji prvoligovou příslušnost hájit v baráži o 1. ligu.

## Baráž o 1. ligu
| Vysvětlivka                |
| -------------------------- |
| Účastník 1. ligy 2013/2014 |
| Účastník 2. ligy 2013/2014 |

| Poř. | Tým                    | Z | V | VP | PP | P | VG | OG | B  |
| ---- | ---------------------- | - | - | -- | -- | - | -- | -- | -- |
| 1.   | HC Medvědi Beroun 1933 | 8 | 7 | 0  | 0  | 1 | 31 | 5  | 21 |
| 2.   | HC AZ Havířov 2010     | 8 | 6 | 0  | 0  | 2 | 27 | 14 | 18 |
| 3.   | IHC KOMTERM Písek      | 8 | 2 | 1  | 0  | 5 | 14 | 19 | 8  |
| 4.   | VSK Technika Brno      | 8 | 2 | 0  | 1  | 5 | 11 | 24 | 7  |
| 5.   | HC Tábor               | 8 | 2 | 0  | 0  | 6 | 10 | 31 | 6  |

- Po rozhodnutí o účastnících 1. ligy v další sezóně se již další utkání po dohodě klubů nedohrávala a utkání byla kontumována ve prospěch domácího týmu mimo zápasů VSK Technika Brno - HC Medvědi Beroun 1933 a IHC KOMTERM Písek - HC Tábor.
- HC Medvědi Beroun 1933 se zachránili v 1. lize, zatímco HC AZ Havířov 2010 postoupil do 1. ligy a IHC KOMTERM Písek sestoupil do 2. ligy. Zápasy HC Tábor byly kontumovány z důvodu neoprávněného nastoupení hráče.

- 3. dubna:
  - HC Medvědi Beroun 1933 - HC Tábor 5:0 kontumačně
  - VSK Technika Brno - HC AZ Havířov 2010 1:3 (1:1, 0:1, 0:1)

- 6. dubna:
  - HC Tábor - VSK Technika Brno 0:5 kontumačně
  - IHC KOMTERM Písek - HC Medvědi Beroun 1933 0:2 (0:0, 0:0, 0:2)

- 8. dubna:
  - VSK Technika Brno - IHC KOMTERM Písek 1:2 (PP) (0:0, 1:1, 0:0 - 0:1)
  - HC AZ Havířov 2010 - HC Tábor 8:0 (4:0, 2:0, 2:0)

- 10. dubna:
  - IHC KOMTERM Písek - HC AZ Havířov 2010 1:3 (1:0, 0:0, 0:3)
  - HC Medvědi Beroun 1933 - VSK Technika Brno 5:0 (4:0, 1:0, 0:0)

- 13. dubna:
  - HC AZ Havířov 2010 - HC Medvědi Beroun 1933 4:1 (1:1, 1:0, 2:0)
  - HC Tábor - IHC KOMTERM Písek 0:5 kontumačně

- 15. dubna:
  - HC Tábor - HC Medvědi Beroun 1933 0:5 kontumačně
  - HC AZ Havířov 2010 - VSK Technika Brno 4:1 (2:0, 2:1, 0:0)

- 17. dubna:
  - VSK Technika Brno - HC Tábor 3:0 (0:0, 2:0, 1:0)
  - HC Medvědi Beroun 1933 - IHC KOMTERM Písek 3:1 (1:0, 2:0, 0:1)

- 20. dubna:
  - IHC KOMTERM Písek - VSK Technika Brno 5:0 kontumačně
  - HC Tábor - HC AZ Havířov 2010 5:0 kontumačně

- 22. dubna:
  - HC AZ Havířov 2010 - IHC KOMTERM Písek 5:0 kontumačně
  - VSK Technika Brno - HC Medvědi Beroun 1933 0:5 kontumačně

- 24. dubna:
  - HC Medvědi Beroun 1933 - HC AZ Havířov 2010 5:0 kontumačně
  - IHC KOMTERM Písek - HC Tábor 0:5 kontumačně